# Pulney
Pulney – miejscowość i gmina we Francji, w regionie Grand Est, w departamencie Meurthe i Mozela.
Według danych na rok 1990 gminę zamieszkiwało 59 osób, a gęstość zaludnienia wynosiła 13 osób/km² (wśród 2335 gmin Lotaryngii Pulney plasuje się na 986. miejscu pod względem liczby ludności, natomiast pod względem powierzchni na miejscu 1051.).